# Lorenzo Bosisio
Lorenzo Bosisio, född 24 september 1944 i Marmirolo, är en italiensk före detta tävlingscyklist.
Bosisio blev olympisk bronsmedaljör i lagförföljelse vid sommarspelen 1968 i Mexico City.